# Phare J.C.J. van Speijk
Le phare J.C.J. van Speijk (en néerlandais : Vuurtoren J.C.J. van Speijk) est un phare actif situé près d'Egmond aan Zee dans la commune de Bergen, province de Hollande-Septentrionale aux Pays-Bas.
Il est géré par le Rijkswaterstaat , l'organisation nationale de l'eau des Pays-Bas.
Il est classé monument national en 1967 par l'Agence du patrimoine culturel des Pays-Bas .

## Histoire
Le nom du phare a été choisi en 1834 comme Mémorial J.C.J. van Speijk, afin d'honorer la mémoire du héros de la marine néerlandaise, Jan Carel Josephus van Speijk. L'idée de départ était de construire une nouvelle tour en tant que monument, mais les fonds disponibles étaient insuffisants.
deux tours ont été construites et la seconde a été érigée sur une fondation, en forme de tombe, servant de mémorial. Le monument a été conçu par Jan David Zocher et construit par J. Bos en pierre de taille.
Après la construction du canal de la Mer du Nord et des deux phares à son embouchure, à IJmuiden, les phares J.C.J. van Speijk furent équipés de fenêtres rouges pour éviter toute confusion. avec les phares de l'embouchure. En 1891, le phare-mémorial fut équipé d'un feu rotatif et la même année, la tour sud est éteinte. En 1922, le phare fut rénové et électrifié. Il est devenu automatique en 1990 et sans personnel résident.
En 1984, le 150e anniversaire du phare et du monument a été célébré. une brochure commémorative a été publiée par le Museum van Egmond.

## Description
Ce phare  est une tour circulaire en maçonnerie, avec une galerie et une lanterne de 28 m. La tour est peinte en blanc et la lanterne est grise. Son feu isophase émet, à une hauteur focale de 53 m, un éclat blanc, rouge selon secteurs de 5 secondes par période de 10 secondes. Sa portée est de 18 milles nautiques (environ 33 km) pour le feu blanc et 14 milles nautiques (environ 26 km) pour le feu de secteur rouge. Il est doté d'un Système d'identification automatique.
Identifiant : ARLHS : NET-007 ; NL-1476 -Amirauté : B0842 - NGA : 114-9864.

## Caractéristique dufeu maritime
Fréquence : 10 secondes (WR)
- Lumière : 5 secondes
- Obscurité : 5 secondes

|  |
|  |

|          |
| Le phare |

|                   |
| Le phare-mémorial |

### Lien connexe
- Liste des phares des Pays-Bas